# Campionati asiatici di wushu
I campionati asiatici di wushu (Asian Wushu Championships) sono un evento sportivo continentale di wushu organizzato dalla Federazione asiatica di wushu (WFA: Wushu Federation of Asia), il rappresentante continentale ufficiale della Federazione Internazionale di Wushu.
La competizione è aperta alle 37 nazioni che aderiscono alla WFA; a differenza di altre competizioni continentali di wushu che si tengono ogni due anni, i Campionati asiatici di Wushu si svolgono ogni quattro anni, alternandosi ogni due anni con le competizioni di wushu ai Giochi asiatici.

## Edizioni
| Edizione | Anno | Luogo       |
| 1        | 1987 | Yokohama    |
| 2        | 1989 | Hong Kong   |
| 3        | 1992 | Seul        |
| 4        | 1996 | Manila      |
| 5        | 2000 | Hanoi       |
| 6        | 2004 | Yangon      |
| 7        | 2008 | Macao       |
| 8        | 2012 | Ho Chi Minh |
| 9        | 2016 | Taoyuan     |
| 10       | 2024 | Macao       |